# Esla

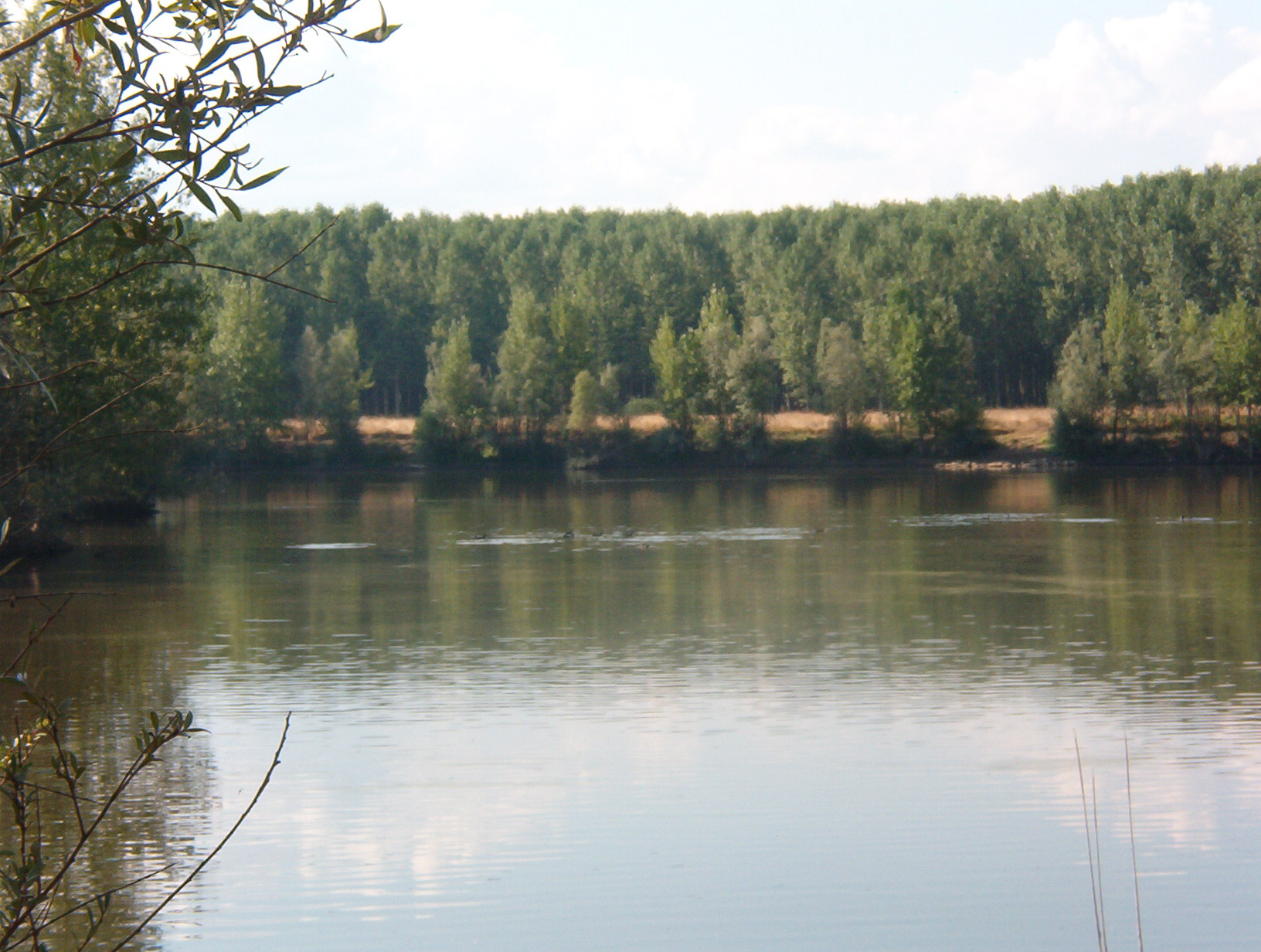
Esla

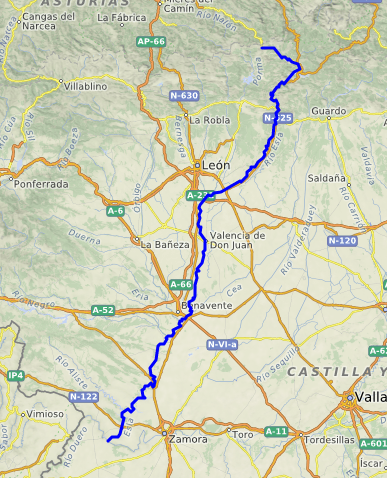

De Esla is een rivier in de provincies León en Zamora in het noordwesten van Spanje. Het is een zijrivier van de rivier de Douro, en begint in het Cantabrisch Gebergte en heeft een lengte van 275 kilometer. De stroomrichting is van noord naar zuid. Het is de grootste zijrivier van de Douro qua lozing.
In de 19e eeuw werd het Canal del Esla aangelegd om de Vega de Toral te irrigeren. In de jaren 1980 werden vanwege de bouw van een dam en stuwmeer een zevental dorpen langs de Esla in León onder water gezet. Er werden nieuwe dorpen langs het meer gebouwd om deze historische steden te vervangen.
- Virtual International Authority File: 242299804